# クララ・マリア・フォン・ポンメルン
クララ・マリア・フォン・ポンメルン（ドイツ語：Klara Maria von Pommern, 1574年7月10日 - 1623年2月19日）は、メクレンブルク公ジギスムント・アウグストの妃、のちブラウンシュヴァイク＝ヴォルフェンビュッテル公アウグスト2世の妃。

## 生涯
クララ・マリアはポメラニア公ボギスラフ13世とクララ・フォン・ブラウンシュヴァイク＝リューネブルクの間に第2子、長女として生まれた。母および母方の祖母クララ・フォン・ザクセン＝ラウエンブルクの名より名付けられた。
1593年10月7日にバルトにおいてメクレンブルク＝シュヴェリーン公ジギスムント・アウグストと結婚した。ジギスムント・アウグストの死後、1600年9月5日にダンネンベルクにおいてブラウンシュヴァイク＝ヴォルフェンビュッテル公アウグスト2世と再婚した。結婚式は1607年12月13日にシュトレリッツで行われた。この結婚で、1609年4月17日に娘が生まれ、1610年5月10日に息子が生まれたがいずれも死産であった。
クララ・マリアは1623年2月19日にヒッツアッカー城で亡くなり、同年4月4日にダンネンベルクの聖ヨハネ教区教会に埋葬された。遺体が納められた石棺は1812年に開けられた。